# Västertjärnen (Ytterhogdals socken, Hälsingland)
Västertjärnen är en sjö i Härjedalens kommun i Hälsingland och ingår i Ljungans huvudavrinningsområde. Sjön har en area på 0,0674 kvadratkilometer och ligger 355 meter över havet.

## Delavrinningsområde
Västertjärnen ingår i det delavrinningsområde (689054-147225) som SMHI kallar för Inloppet i Grytsjön. Medelhöjden är 375 meter över havet och ytan är 29,13 kvadratkilometer. Det finns inga avrinningsområden uppströms utan avrinningsområdet är högsta punkten. Fåssjöån (Grytån) som avvattnar avrinningsområdet har biflödesordning 2, vilket innebär att vattnet flödar genom totalt 2 vattendrag innan det når havet efter 185 kilometer. Avrinningsområdet består mestadels av skog (72 procent) och sankmarker (11 procent). Avrinningsområdet har 0,05 kvadratkilometer vattenytor vilket ger det en sjöprocent på 0,2 procent.